# Campezo
Campezo en espagnol ou Kanpezu en basque est une commune d'Alava située dans la communauté autonome du Pays basque en Espagne.

## Hameaux
La commune comprend les hameaux suivants :
- Antoñana, concejo ;
- Bujanda, concejo ;
- Orbiso, concejo ;
- Oteo, concejo ;
- Santa Cruz de Campezo (Santikurutze Kanpezu en basque), chef-lieu de la commune, concejo.